# Адміністратори Вікіпедії

Піктограма, яка зазвичай представляє адміністраторів у Вікіпедії

У Вікіпедії користувачів, яким у результаті виборної процедури спільнота редакторів висловила довіру, призначають адміністраторами (також відомими як адміни, сисопи та двірники), Адміністратори мають додаткові технічні права порівняно з іншими редакторами.
Станом на 11 січня 2020 року в українській Вікіпедії 46 адміністраторів.
У 2006 році The New York Times повідомляло, що адміністратори Вікіпедії, яких тоді було близько 1000 в англійській Вікіпедії, походили з різних географічних регіонів У липні 2012 року було опубліковано аналіз, який свідчив, що у Вікіпедії англійською «не вистачає адміністраторів», оскільки у 2005 та 2006 роках щомісяця адміністраторами призначали від 40 до 50 осіб, але в першій половині 2012 року було призначено лише дев'ять.   Однак, співзасновник Вікіпедії Джиммі Вейлз заперечив, що це свідчення кризи: «Кількість адміністраторів стабільна близько двох років, насправді нічого не відбувається». Раніше Вейлз (у повідомленні, надісланому до розсилки англійської Вікіпедії 11 лютого 2003 р.), заявив, що бути адміністратором — це не велика справа, і що «це просто технічна справа, що повноваження, що мають сисопси, не надаються всім».
У своїй книзі «Вікіпедія — Посібник зниклих безвісти» Джон Броутон зазначає, що хоча багато людей вважають адміністраторів Вікіпедії суддями, це не є метою цієї ролі. Натомість, за його словами, адміністратори зазвичай «видаляють сторінки» та «захищають сторінки, на яких точаться війни редагувань».

## Запити на адміністрацію
У той час як перші адміністратори Вікіпедії були призначені Джиммі Уельсом у жовтні 2001 року, права адміністратора у Вікіпедії тепер надаються через процес, відомий як запити на адміністрацію (RfA). Будь-який зареєстрований редактор може номінувати себе, або може попросити іншого редактора зробити це. Ендрю Лі, науковець і професор, який сам є адміністратором англійської Вікіпедії, вважає, що цей процес «схожий на те, щоб когось передати через Верховний суд». Лі також сказав: «На даний момент це ритуал діда», на відміну від того, як цей процес спрацював на початку історії Вікіпедії, коли все, що потрібно було зробити адміністратором, було «доведіть, що ви не були бозо». Кандидатура на роль адміністратора звичайно розглядається лише після «великого вкладу до вікі». Хоча будь-який редактор може голосувати за RfA, результат визначається не більшістю голосів, а скоріше тим, чи був досягнутий консенсус щодо того, що кандидат стане гідним адміністратором. Це рішення може прийняти лише бюрократ, редактор Вікіпедії який також призначається громадою через «запит», хоча процес є набагато суворішим для них, ніж для адміністраторів. Це, можливо, було реалізовано в результаті RfAs, привертаючи все більше уваги: Stvilia et al. цитував, що «До середини 2005 року RfA, як правило, не привертали великої уваги. З тих пір для RfA стало досить часто залучати величезну кількість груп RfA, які підтримують одна одну».

## Роль
Отримавши права адміністратора, користувач отримує доступ до додаткових функцій для виконання певних обов'язків.
До них належать очищення: видалення статей, які вважаються непридатними, захист сторінок (обмеження прав редагування на цій сторінці), та блокування облікових записів користувачів. Блокування користувача повинно бути здійснено відповідно до політики Вікіпедії, і необхідно вказати причину блоку, який буде постійно реєструватися програмним забезпеченням. Використання цієї привілеї для «отримання переваг редагування» вважається недоцільним.

## Наукові дослідження
У науковому документі дослідників з Вірджинійського технічного університету та Політехнічного інституту Ренсселаера було встановлено, що після того, як редактори будуть переведені на статус адміністратора, вони часто більше зосереджуються на статтях про суперечливі теми, ніж раніше. Дослідники також запропонували альтернативний метод вибору адміністраторів, при якому більша увага надається голосам досвідчених редакторів. В іншому документі, представленому на Конференції з питань людських факторів у обчислювальних системах 2008 року, було проаналізовано дані з усіх 1551 запитів на отримання прав адміністратора з січня 2006 по жовтень 2007 року, з метою визначення, які (якщо такі є) критерії, що справді даний користувач стане адміністратором. У грудні 2013 р. аналогічне дослідження було опубліковане дослідниками Польсько-японського інституту інформаційних технологій у Варшаві, яке націлене на моделювання результатів запитів на адміністрацію у польській Вікіпедії за допомогою моделі, отриманої з історії редагування Вікіпедії. Вони виявили, що можуть «класифікувати голоси в процедурах RfA, використовуючи цю модель з рівнем точності, який повинен бути достатнім, щоб рекомендувати кандидатів».